# Marxistisk-Leninistisk Forbund
Marxistisk-Leninistisk Forbund (Forkortet: MLF) var en dansk kommunistisk organisation som blev dannet i 1976 af medlemmer som var blevet udelukket fra Kommunistisk Arbejderparti (KAP) på grund af flere teoretiske uenigheder, herunder bl.a. grundlaget for en analyse af de økonomiske klasser i dagens Danmark og splittelsen i den kommunistiske bevægelse mellem dem, der støttede Kina og dem, der støttede Albaniens kommunistiske parti. MLF fusionerede den 31. december 1978 med Kommunistisk Sammenslutning Marxister-Leninister, der også var blevet ekskluderet af KAP, og de to partier blev derefter til Danmarks Kommunistiske Parti/Marxister-Leninister.
MLF fordømte De tre verdener-teorien fra Kinas kommunistiske parti og stod på en mere klassisk marxistisk-leninistisk linje, der så et forbillede i det albanske kommunistparti.